# Long Hard Road Out of Hell
«Long Hard Road Out Of Hell» —en español: «Largo y difícil camino para escapar del infierno»— es un sencillo de la banda de metal industrial Marilyn Manson, lanzado en 1997 para la banda sonora de la película SPAWN, donde aparece la acreditación de la colaboración de la banda británica Sneaker Pimps en la canción, ya que cuenta con la voz de la exvocalista de la banda, Kelli Ali. También aparece en el disco de grandes éxitos de Manson, Lest We Forget. La canción se ha utilizado en los adelantos de las películas Bless the Child, From Hell, y Season of the Witch. El video musical, dirigido por Matthew Rolston, es un huevo de Pascua en el DVD de Spawn y también se reproduce antes de que la película inicie en las versiones VHS.

## Vídeo musical
El vídeo musical fue dirigido por Matthew Rolston. Es uno de los más polémicos de la banda, pues muestra lesbianismo, trasvestis y a Manson interpretando personajes religiosos como a Jesús y María. En ocasiones se puede ver a Marilyn Manson desnudo o vestido como una mujer, posando como estatuas de santos y en ocasiones imitando a la Virgen María. También se le puede ver con un hermafrodita que en el clímax del vídeo repentinamente se convierte en una imitación de Aleister Crowley.

## Versiones en vivo
Durante las giras Rock Is Dead y Guns, Gods, and Government, el final de "Long Hard Road Out Of Hell" se adjuntó al final de la versión que la banda hace de "Sweet Dreams (Are Made of This)". La combinación de las dos canciones puede escucharse en el álbum en vivo de la banda, The Last Tour on Earth y en el DVD Guns, God and Government y oficialmente ha sido titulada "Sweet Dreams / Hell Outro".

## Lista de canciones
1. «Long Hard Road Out of Hell» (Álbum Versión)
2. «Long Hard Road Out of Hell» (Critter Remix)
3. «Long Hard Road Out of Hell» (Instrumental)
4. «Kick the P.A.» (Korn y Dust Brothers) (no cuentan con Marilyn Manson)